# 불법영득의 의사
불법영득의 의사(不法領得－意思)는 영득죄(절도·강도·사기·공갈·횡령·장물죄)에 있어 고의 이외에 필요로 하는 주관적 요소를 말한다. 
불법영득의 의사는 특히 절도죄와 사용절도 내지 손괴죄와를 구별하는 요소로 된다. 불법영득의 의사의 내용은 '일시적이든 영구적이든 권리자를 배제하여 타인의 재물을 자기의 소유물과 같이 그 경제적 용법에 따라 이를 이용 또는 처분할 의사(판례)'라고 정의할 수가 있다. 이러한 영득의사 없이 행한 재물취득 행위는 각 해당 재산죄를 구성하지 아니한다. 그러나 일부의 학설은 재산죄의 보호법익을 재물의 소유권이 아니라 그 점유권이라고 함으로써, 이들의 범죄에 있어서 취득의 고의 외에 따로 불법영득의 의사가 필요 없다고 한다.

## 판례
- 甲이 A의 영업점 내에 있는 A소유의 휴대전화를 허락 없이 가지고 나와 통화 등에 사용 한 다음 약 1∼2시간 후 위 영업점 정문 옆 화분에 휴대전화를 놓아두고 갔다면 甲에게 불법영득의사가 인정된다.[1]

- 어떠한 물건을 점유자의 의사에 반하여 취거하는 행위가 결과적으로 소유자의 이익으로 된다는 사정 또는 소유자의 추정적 승낙이 있다고 볼만한 사정이 있다고 하더라도, 다른 특별한 사정이 없는 한 불법영득의 의사가 인정된다.[2]

- 甲이 피해자 A의 승낙 없이 혼인신고서를 작성하기 위하여 A의 도장을 몰래 꺼내어 사용한 후 곧바로 제자리에 가져다 놓았는데, 그 가치의 소모가 경미하다고 하더라도 도장에 대한 불법영득의 의사가 인정되지 않는다.[3]